# Кашицький (водоспад)
Каши́цький — невідомий широкому загалу водоспад в Українських Карпатах (масив Покутсько-Буковинські Карпати). Розташований на безіменному потоці, лівій притоці Роженки (басейн Черемошу), в селі Яворів (присілок Віпчинка) Косівського району Івано-Франківської області на відстані приблизно 5,5 км від центральної дороги села (автошлях Р 24: Татарів — Кам'янець-Подільський).
Загальна висота перепаду води — бл. 12 м. Водоспад утворився в місці, де потік перетинає скельний масив флішового типу. Попри свою легкодоступність, до самого водоспаду веде польова дорога, маловідомий туристичний об'єкт. Особливо мальовничий після рясних дощів або під час танення снігу.

## Етимологія назви
Назва походить від Кашицького Каменю, скелі на Сокільському хребті, біля підніжжя якої бере початок струмок, на якому розташований водоспад.

## Світлини та відео

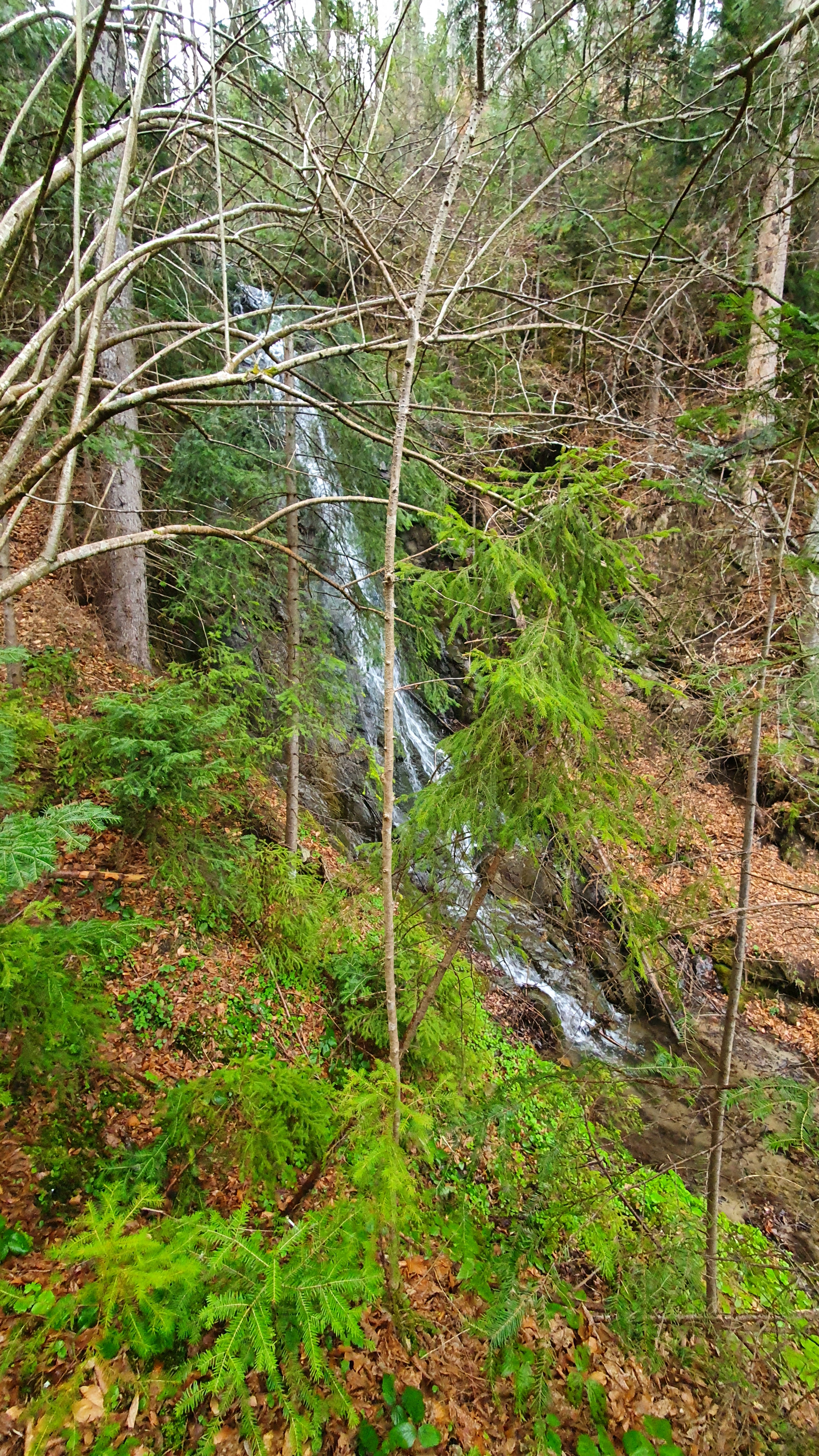
Водоспад збоку
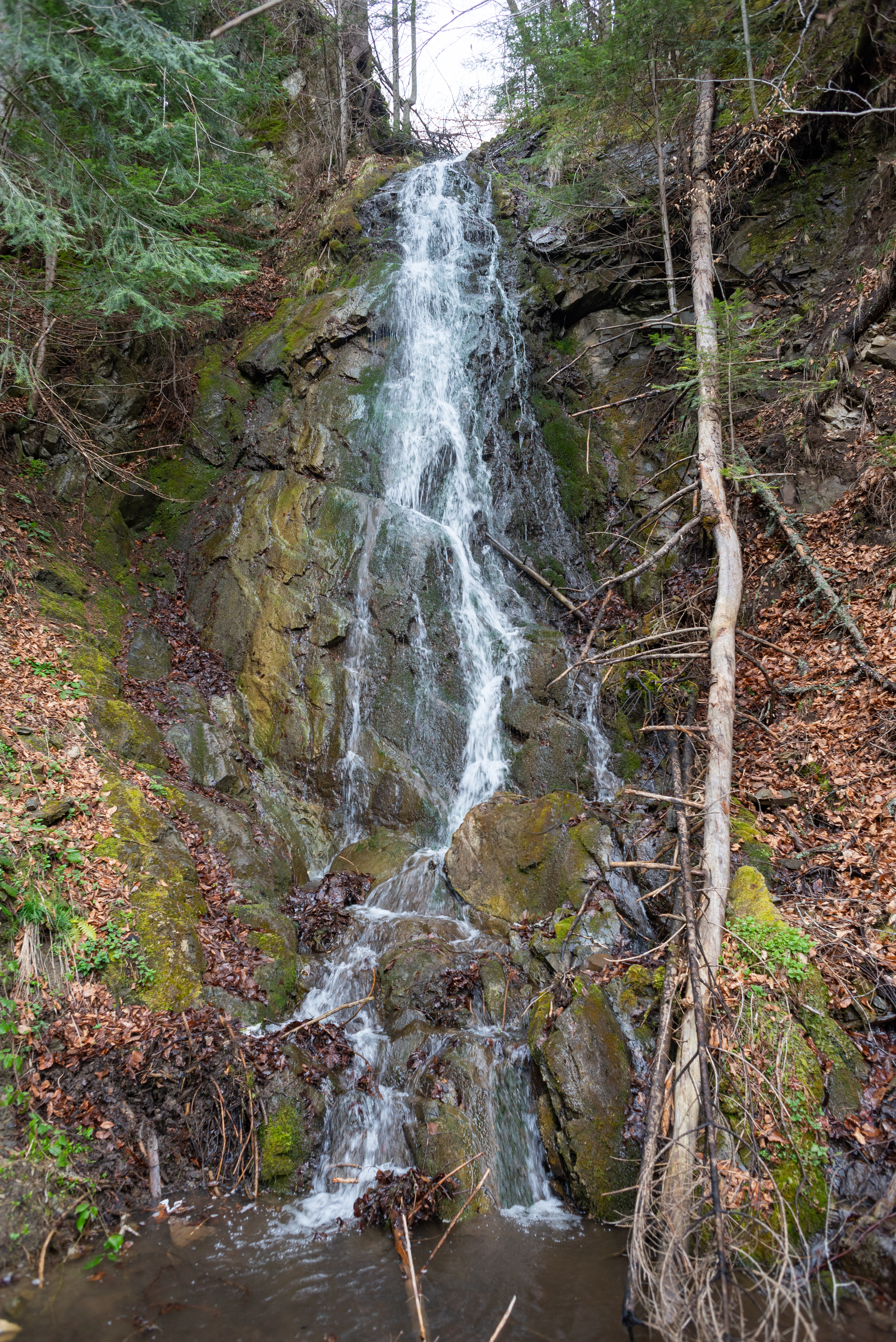
Водоспад зблизька
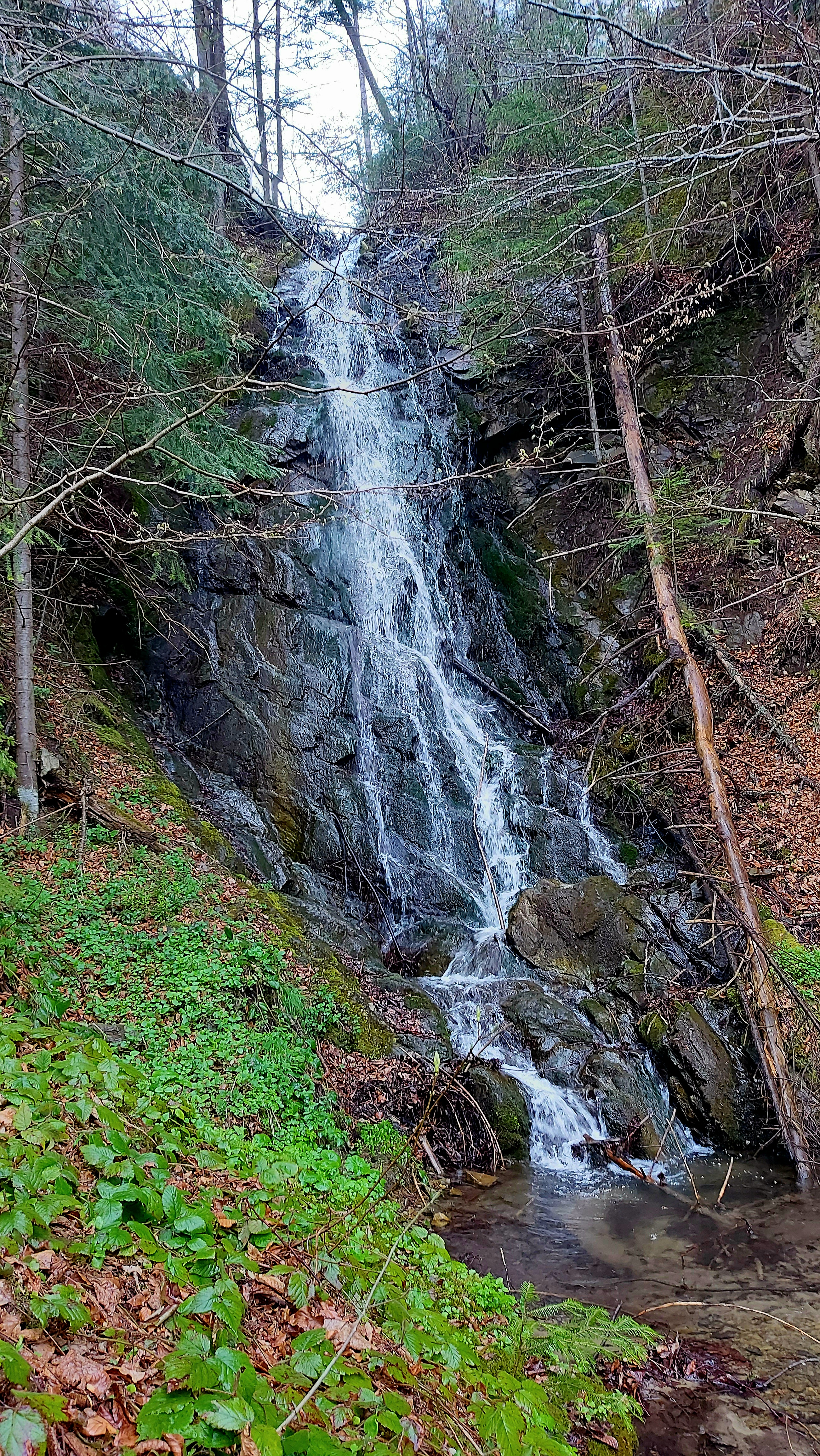
Водоспад навесні
- Відео водоспаду